# Nothocremastus intermedius
Nothocremastus intermedius là một loài tò vò trong họ Ichneumonidae.